# Jusuf II., almohadski kalif
Abu Jakub Jusuf (Abu Yaqub Yusuf, arapski يوسف بن الناصر, Yūsuf bin an-Nāṣir; oko 1203. – 1224.) ‒ znan i kao Jusuf II. ‒ bio je kalif Magreba od 1213. do svoje smrti. Njegova je majka bila robinja kršćanka Qamar, a otac mu je bio kalif Muhamed al-Nasir. Jusuf je proglašen očevim nasljednikom dok je Muhamed umirao te je uzeo naslov al-Mustansir ("onaj koji traži Božju pomoć").
Jusuf je upravljanje svojom državom prepustio stričevima u al-Andalusu i bratiću Abuu Abdu Allahu Muhamedu ibn Abi Hafsu u Ifrikiji te je imao trojicu vezira. Umro je iznenada 1224. godine nakon što ga je ubola krava te ga je naslijedio Abd al-Wahid I.